# 諾蘭曲線
諾蘭曲線（Nolan Chart）是由大卫·诺兰（David Nolan）設計的一種政治光譜測驗圖，首先於1971年8月在 The Individualist 月刊上發布。諾蘭在當年的12月創立了自由意志黨。
諾蘭曲線以雙軸線的圖表標繪出各種不同的政治立場，以及他們所追求的政府形式。大衛·諾蘭認為一般的政治光譜測驗都只以一條軸線來假設右翼/保守主義與左翼/自由主義間的極端對比，根本無法清楚標示一個人的政治立場。諾蘭分析認為右翼/保守主義一邊的極端傾向增加經濟的自由而減少個人的自由，左翼/自由主義一邊的極端則傾向增加個人的自由而減少經濟的自由。諾蘭個人的政治觀點則是在擁護個人自由的同時也擁護經濟的自由，因此他認為這種圖表需要增加一條軸線才能正確反應他的政治立場。在這第二條軸線上，也能反應出那些傾向於同時減少個人自由和經濟自由兩者的人口。

## 立場

諾蘭曲線的政治光譜與傳統的左派-右派區分不同，同時考量了經濟自由和個人自由兩者。

與一般傳統的左翼/右翼和其他政治分類圖表不同，諾蘭曲線有著二維的空間，水平的橫座標軸代表著「經濟自由」，而垂直的縱座標軸則代表了「個人自由」，如此一來便將人們的政治立場劃分為四個不同的象限。
左上角的象限代表了現代自由主義，或稱左翼政治—通常擁護較多的個人自由，並限制經濟上的自由。這一區塊的族群傾向於增加政府對貿易、商務的管制，但不支持對於言論自由、性議題、信仰和其他個人自由的限制。對經濟的限制可以是許多形式的，例如貿易壁壘、控制商業活動、環境保護法案、限制最低工資和酬勞的法規，以徵收稅賦來資助社會福利制度—尤其是針對那些富有企業和個人的財產徵稅。相反的，這一區塊的族群傾向於保護個人的自由，例如言論自由、隱私的權利、政教分離等等。由這部分族群所控制的政府通常會採取民主制度，但也會吸收小部分的自由意志主義、共產主義、社會主義、社群主義或社團主義。
右下角的象限代表了保守主義，或稱右翼政治—通常擁護較多的經濟自由，並限制個人的自由。這一區塊的族群傾向於增加對個人行為的限制，但不支持對於貿易、商務、財富和財產增值的限制。對個人自由的限制可以是許多形式的，例如檢查制度、藍律（Blue law, 禁止在星期日進行非宗教行為—如飲酒作樂等的規則）、性議題、婚姻、道德法，並強調在財產犯罪和道德準則上的執法等等。這一區塊的族群傾向於支持資本主義，並在大多數經濟議題上主張撤銷政府管制，例如減低稅率、減低貿易壁壘、減少對商業行為的管制等等。由這部分族群所控制的政府通常會採取民主或共和制度，但也會吸收小部分的自由意志主義、社團主義、法西斯主義、神權政治、寡頭政治或君主制。
右上角的象限代表了自由意志主義—同時擁護經濟自由和個人自由兩者。這一區塊的族群主張解除政府在幾乎所有事物上的管制，改由個人自身的責任和責任感來替代，並支持自由放任的政府。在他們的理想中，政府應該經由被統治的人民的同意，在管制的程度上只能以阻止某人做出傷害其他人生命、自由、或財產的行動為限。
左下角的象限則代表了諾蘭所描述的極權主義，或者更適當的描述是中央集權主義—主張限制經濟自由和個人自由兩者。這一區塊的族群傾向於由政府限制幾乎所有的事物，主張由政府嚴厲的控制個人和經濟。這種狀態的政府可以是許多形式的，例如独裁、神權政治、法西斯主義、社群主義、或者是無限制民主—缺乏憲法和選舉限制的政府。這些形式的政府可能採取非常極端的形式並採用嚴厲的政策，例如對產業和財產進行國有化、計畫經濟、鎮壓政治異議、鎮壓或滅絕種族或信仰上的少數族群、旅行限制、強烈監視個人行為、媒體和產業的審查制度等等。

## 變化
許多諾蘭曲線的變化版本發展出旋轉了45度角的菱形形狀，以他們平常慣用的圖表來代表左翼/自由主義和右翼/保守主義。許多人也對四個象限中所代表的政府使用了不同的名稱。

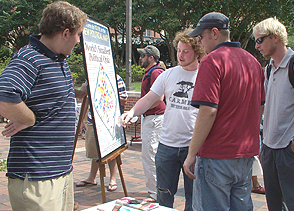
阿拉巴馬州歐本大學的自由意志主義社團學生正以諾蘭圖表解釋受測者的政治立場

## 圖表的使用
諾蘭曲線和類似的圖表成為許多政治自我測驗的方式，這些測驗也可以在網路上找到。
通常這些測驗會詢問一系列針對一些議題的意見，這些問題主要都與受測者在個人自由或經濟自由上的態度有關。作答方式則有支持、反對、或無法決定/中立三種。所有回答綜合起來便標示出受測者在諾蘭曲線上的位置，便能顯示出受測者在政黨和政府形式上的傾向。

## 爭論點
批評者認為此圖表（和所有此類圖表）是對政治觀點偽科學的描述，認為此圖表命題太過簡化，不過顯然沒有比「左-右」和「自由-保守」的一維圖表嚴重。經濟自由與個人自由經常是無法分開的，左翼（巴枯寧）和右翼都有哲學家將兩者畫上等號，雖說他們對此類「自由」定義完全不同，以公司福利為例，被列為左派立場（低經濟自由），但卻常受到右派支持。批評者認為，自由意志主義者對個人自由與經濟自由的看法也許是介定自由意志主義與其他意識形態間的關聯的有效方式，但不適用介定其他意識形態相互間的關聯。
在一些人的認知裡，自由意志主義者對自由的概念接近於無政府狀態，其他一些人將它看成由過多的個人主義驅動反而實際減損了社會自由，他們主張此圖表存在的目的只是要將「自由意志主義」與無政府主義和社會主義分隔開來，後者與共產主義有有爭論的連繫，又與極權主義有有爭論的連繫。
威權主義和自由主義被用來描述此圖表Y-軸「個人自由」的兩端（雖然諾蘭未使用這些術語，是由他圖表的跟隨者流行開來），這不太容易應用在現代一些著名社會問題上，例如支持槍械管制的人通常屬於社會民主派，他們認為減少街道上的槍枝有助於個人安全因此有助於個人自由，反對者主張對某些槍械的限制是侵害到他們個人自由，類似的毛病也出現在其他社會問題，例如墮胎，爭論集中在墮胎者與未出生嬰兒那者權利較大，上兩個例子兩方皆主張自己的立場可將全體自由最大化，因此「自由」和「獨裁」的區分對這些問題沒什麼幫助，做為替代，這些爭論常以其他外生因素來劃分人群，如宗教信仰等，一些人認為這使此圖表的效能稍微打折。
其他批評者認為，自由意志主義者對經濟自由和個人自由的定義是不正確的或有瑕疵的，認為非自由意志主義的意識形態實際給予人們更多自由，在某些情況下，如諾姆·喬姆斯基談論的「民間暴君」，政府可以從非政府勢力手中保護個人自由，諾蘭對極權主義的用法顯示他排斥這個主張。
諾蘭曲線的X-軸「經濟自由」，是設想從政府強力管制（低經濟自由）和自由市場資本主義（高經濟自由）中做選擇，這完全忽略了包含自由社會主義和無政府主義一些分支的存在，此兩者雖不希望政府對經濟做任何干預，可是他們激烈反對生產工具被所有權化，希望由工人直接共同管制經濟，他們認為自己是在促進經濟自由，但資本主義者顯然不這樣想，諾蘭曲線採用後者的看法。
反對諾蘭曲線的人中有少數是自由意志主義的強烈信徒，客觀主義哲學和自由放任資本主義的擁護者相信政治光譜只能以一維描繪，不是傳統的左翼/右翼，而是極權主義/威權主義（中央集權主義）在軸的一端，自由意志主義在軸的另一端，類似於諾蘭曲線的第一對角，他們堅持對任何部分的任何政府之干預都一樣。

## 外部連結
- 中文政治倾向测验（页面存档备份，存于）
- 政治測驗（页面存档备份，存于），從自治擁護者組織
- 諾蘭測驗的維基版本
- 諾蘭曲線和其變化（页面存档备份，存于）
- 諾蘭曲線和其變化的舊版本 (在 archive.org)
- 兩種利己主義（页面存档备份，存于）
- 政治烏托邦, 非既定政府的園地
- 三度空間的積極&消極自由（页面存档备份，存于）
- 政治羅盤 （页面存档备份，存于）
- 精準度增加的版本（页面存档备份，存于）